# Lemn dulce

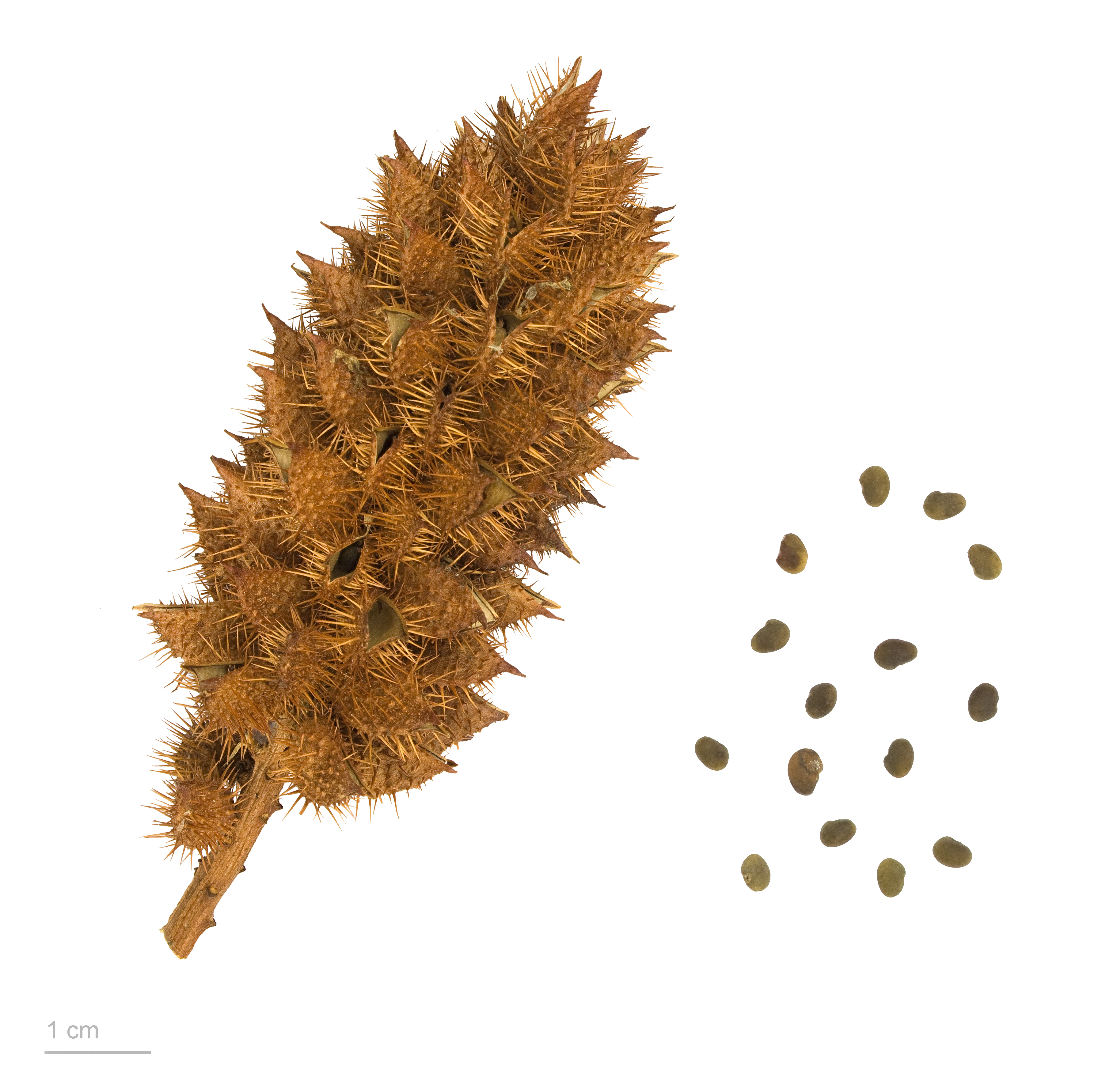
Glycyrrhiza glabra

Lemnul dulce sau răculeț (Glycyrrhiza glabra) este o plantă erbacee, perenă, comună în sudul Europei și în Orient, ale cărei rădăcini cu gust dulce-amar constituie una din cele mai vechi mirodenii, utilizată pentru aromatizarea dulciurilor și a băuturilor.

## Prezentare
Lemnul dulce este o plantă erbacee perenă sau arbust cu frunze imparipenat-compuse, flori mici, liliachii și fructe spinos-păroase. Are aspect de subarbust ce crește spontan dar și în cultură, îi priesc solurile nisipoase și este puțin răspândit în foste albii de râuri, în luminișuri și în zone necultivate. Înflorește în iunie și iulie. În scopuri medicinale se recoltează părțile subterane, rizoamele și rădăcinile (Radix Echinatae), din luna martie până la începutul lui mai, înainte de înflorire și toamna după căderea frunzelor dar numai de la specii care au depășit 3-4 ani.

## Componente principale
- glicirizina
- acid glabric
- rezine
- lipide
- amidon
- asparagină
- zaharuri
- albumină
- vitamina B
- săruri minerale

## Proprietăți
Fluidizează secrețiile traheobronhice și faringiene, are acțiune diuretică, antispasmodică, antiinflamatoare și antiulceroasă în ulcerul gastric, laxativ și purgativ în funcție de doza administrată.

## Indicații
În artrite, dismenoree, ulcer gastric, traheită, faringită, bronșită, constipație, calculoză renală și biliară.

## Contraindicații
Nu se utilizează de către bolnavii hipertensivi.

## Utilizare
Se prepară un macerat de 2%, din care se iau 200 ml pe zi. De asemenea, se poate folosi sub formă de infuzie, adăugând o linguriță la 200 ml de apă clocotită, și consumându-se 3 ceaiuri pe zi.

## Galerie

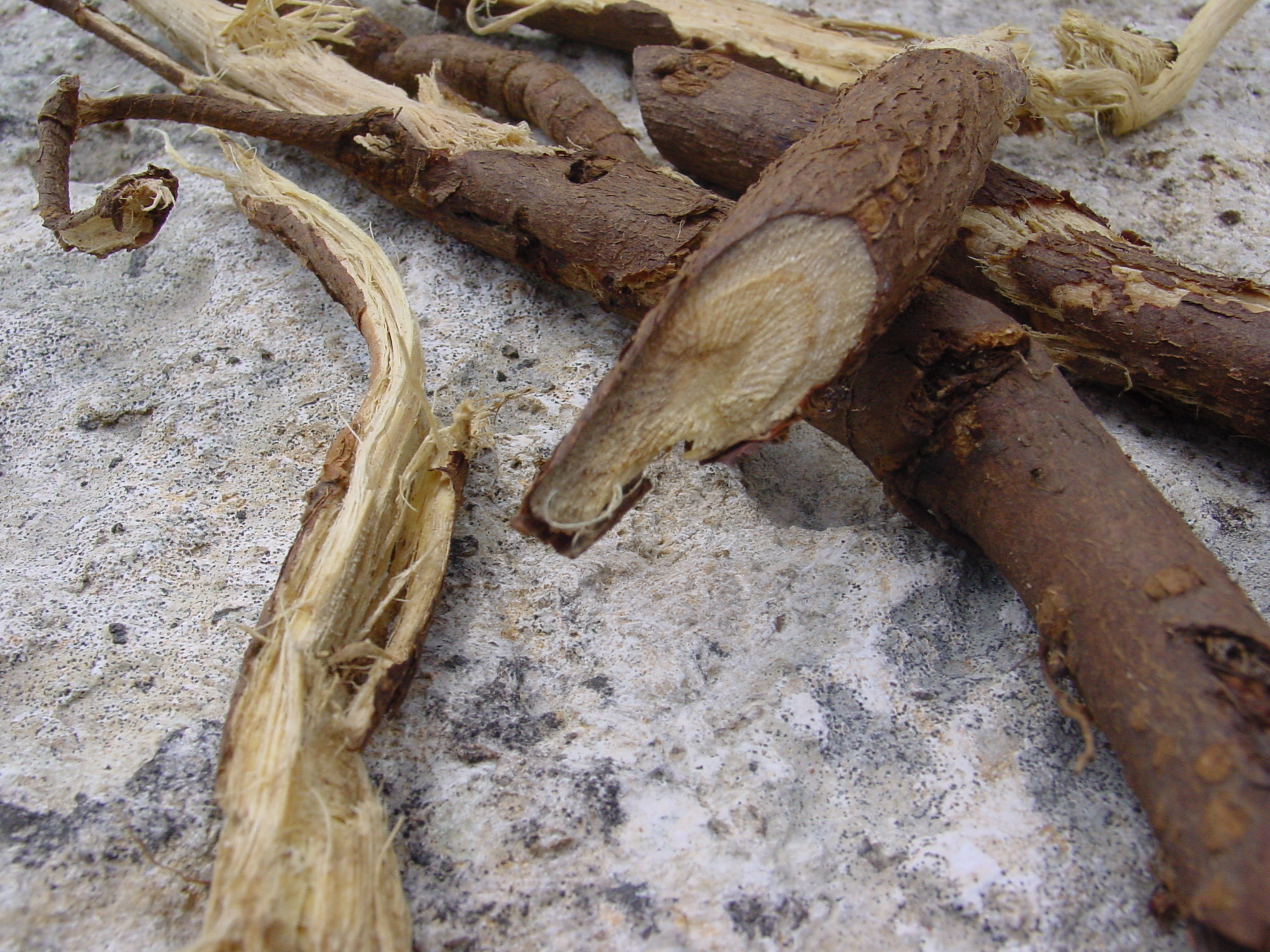
Rădăcină cu coajă de răchită
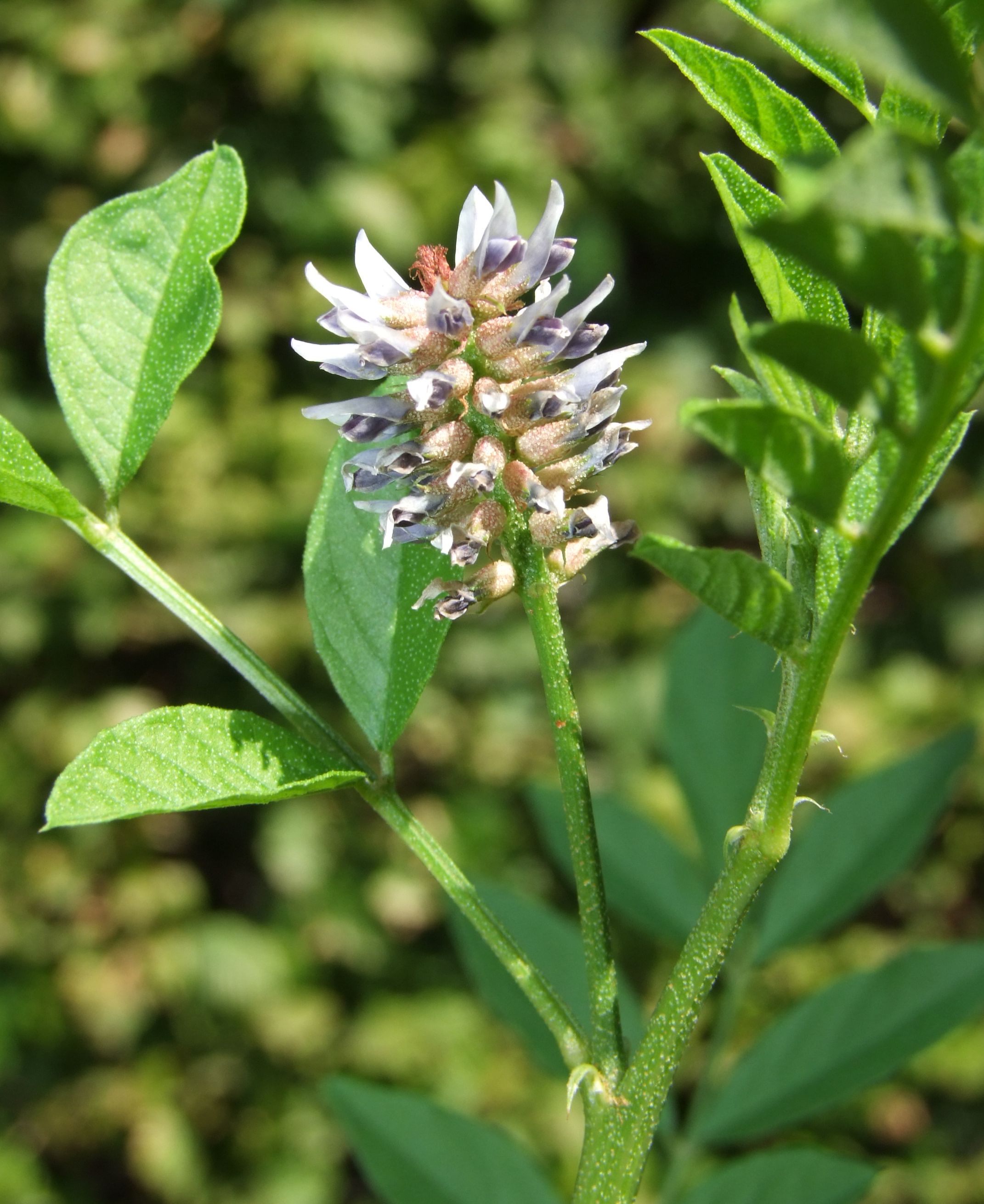
Inflorescența lui G. glabra
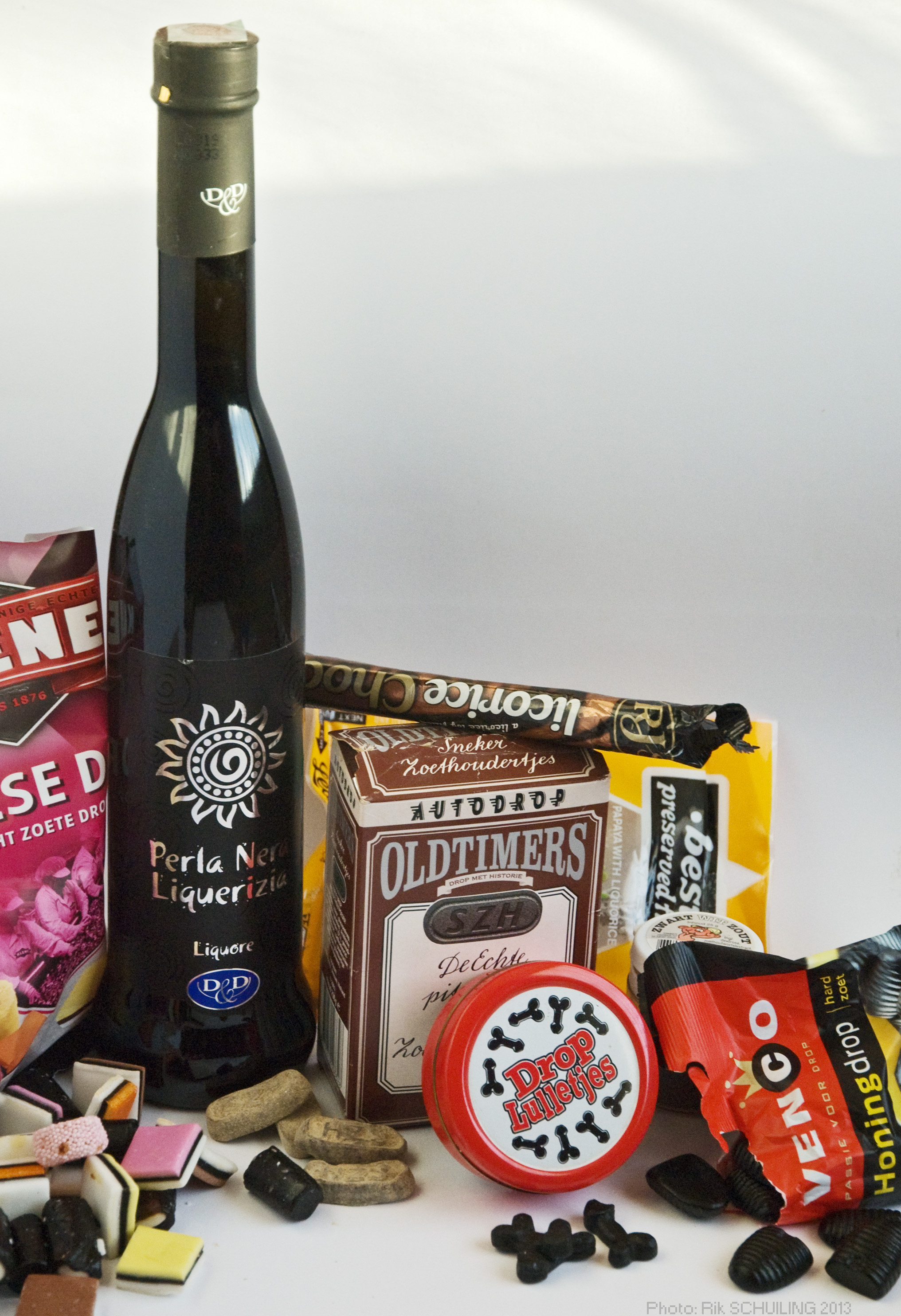
Diverse produse din lemn dulce
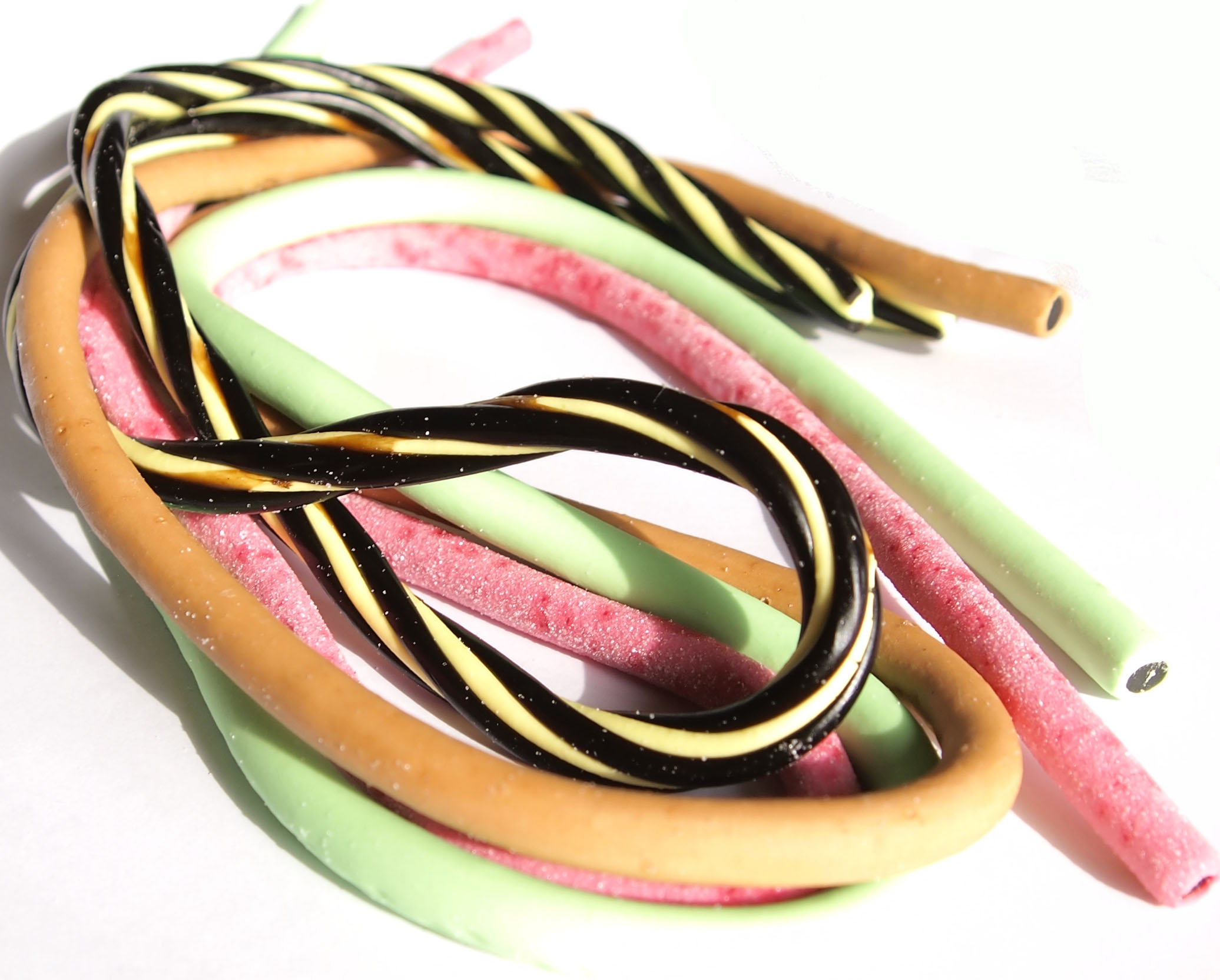
Dulciuri aromate de lemn dulce
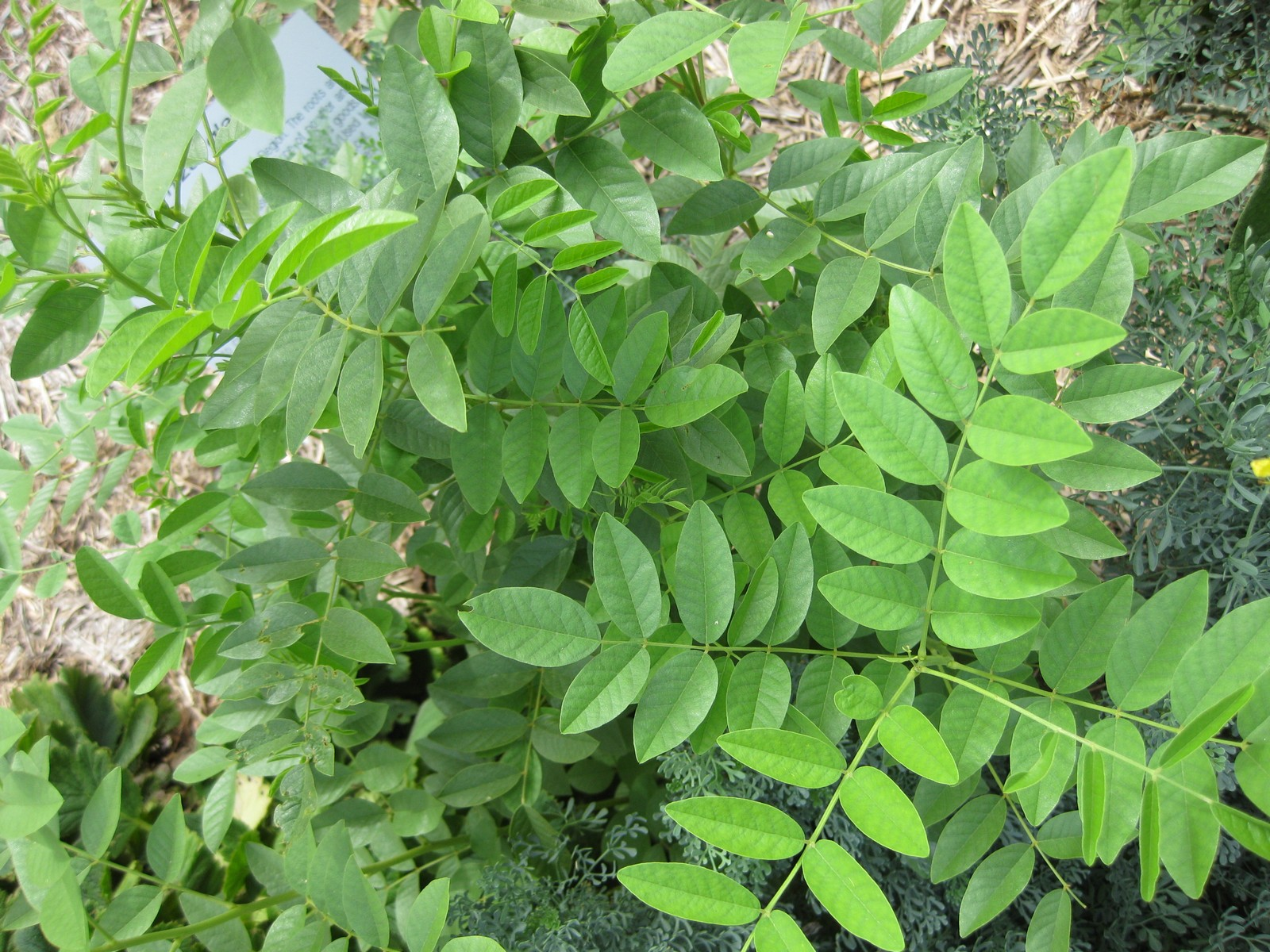
Frunziș
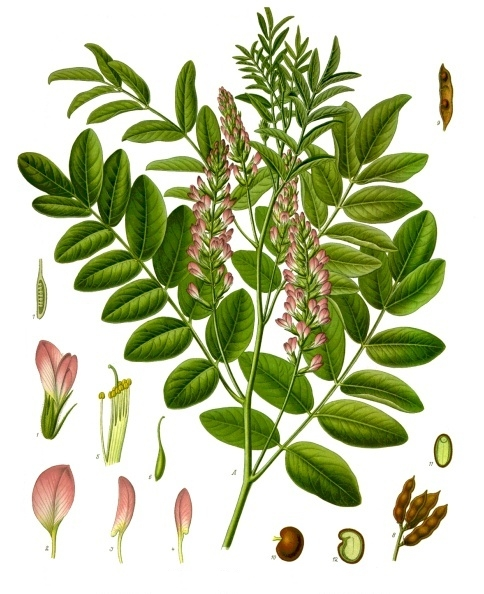
G. glabra de la Koehler's Medicinal-Plants